# Plumlov
Plumlov är en stad i Tjeckien.   Den ligger i distriktet Okres Prostějov och regionen Olomouc, i den östra delen av landet, 200 km öster om huvudstaden Prag. Plumlov ligger 307 meter över havet och antalet invånare är 2 384.
Terrängen runt Plumlov är kuperad västerut, men österut är den platt.Runt Plumlov är det tätbefolkat, med 297 invånare per kvadratkilometer. Närmaste större samhälle är Prostějov, 7,0 km öster om Plumlov. Trakten runt Plumlov består till största delen av jordbruksmark.